# Йозеф Чех
Йозеф Чех (нім. Josef Czech; 26 листопада 1899, Лібенштайн — ?) — німецький офіцер, майор вермахту. Кавалер Німецького хреста в сріблі.

## Нагороди
- Почесний хрест ветерана війни з мечами
- Залізний хрест 2-го класу (16 жовтня 1939)
- Хрест Воєнних заслуг 2-го (1 березня 1942) і 1-го класу з мечами
- Медаль «За зимову кампанію на Сході 1941/42» (5 серпня 1942)
- Кримський щит (10 жовтня 1942)
- Медаль «Хрестовий похід проти комунізму» (Румунія) (17 листопада 1942)
- Німецький хрест в сріблі (28 лютого 1944) — як майор штабу 46-ї піхотної дивізії.